# Qualificazioni al campionato mondiale di calcio 2026 - CAF - girone D
Questa voce raccoglie i risultati delle partite del girone D delle qualificazioni al Campionato mondiale di calcio 2026 per la zona africana.

## Classifica
| Squadra    | Pt | G | V | N | P | GF | GS | DR |
| ---------- | -- | - | - | - | - | -- | -- | -- |
| Capo Verde | 13 | 6 | 4 | 1 | 1 | 7  | 5  | +2 |
| Camerun    | 12 | 6 | 3 | 3 | 0 | 12 | 4  | +8 |
| Libia      | 8  | 6 | 2 | 2 | 2 | 6  | 7  | -1 |
| Angola     | 7  | 6 | 1 | 4 | 1 | 4  | 4  | 0  |
| Mauritius  | 5  | 6 | 1 | 2 | 3 | 6  | 10 | -4 |
| eSwatini   | 2  | 6 | 0 | 2 | 4 | 4  | 9  | -5 |

## Risultati

### 1ª giornata
| Praia 16 novembre 2023, ore 18:00 UTC-1 | Capo Verde    | 0 – 0 referto | Angola | Estádio Nacional de Cabo Verde\| Arbitro: \| Youcef Gamouh \| |
| Arbitro:                                | Youcef Gamouh |               |        |                                                               |

| Arbitro: | Omar Abdulkadir Artan |

|  |           |            |
|  | Marcatori | 53’ Krawaa |

| Arbitro: | Ahmed Arajiga |

|                                       |           |  |
| Mbeumo 45+2’ N'Koudou 87’ Magri 90+2’ | Marcatori |  |

### 2ª giornata
| Arbitro: | Sabri Mohamed Fadul |

|  |           |                         |
|  | Marcatori | 17’ Mendes 38’ Monteiro |

| Arbitro: | Adissa Abdul Raphiou Ligali |

|             |           |                   |
| Aleiyan 43’ | Marcatori | 34’ (rig.) Ntcham |

| Saint Pierre 21 novembre 2023, ore 20:00 UTC+4 | Mauritius           | 0 – 0 referto | Angola | Côte d'Or National Sports Complex (3.700 spett.)\| Arbitro: \| Godfrey Nkhakananga \| |
| Arbitro:                                       | Godfrey Nkhakananga |               |        |                                                                                       |

### 3ª giornata
| Arbitro: | Brighton Chimene |

|                                 |           |         |
| Al Badri 20’ (rig.) Krawa'a 40’ | Marcatori | 34’ Bru |

| Arbitro: | Hillary Hambaba |

|             |           |  |
| Mabululu 2’ | Marcatori |  |

| Arbitro: | Mustapha Ghorbal |

|                                                       |           |              |
| Ngadeu-Ngadjui 13’ Aboubakar 25’, 44’ (rig.) Tolo 54’ | Marcatori | 37’ Monteiro |

### 4ª giornata
| Arbitro: | Ibrahim Kalilou Traore |

|           |           |  |
| Diney 10’ | Marcatori |  |

| Arbitro: | Mohamed Adel Elsaid |

|                           |           |            |
| Ngadeu-Ngadjui 54’ (aut.) | Marcatori | 11’ Mbeumo |

| Arbitro: | Mohamed Athoumani |

|                      |           |              |
| Gaspard 19’ Rose 45’ | Marcatori | 66’ Magagula |

### 5ª giornata
| Mbombela 19 marzo 2025, ore 18:00 UTC+2 | eSwatini        | 0 – 0 referto | Camerun | Mbombela Stadium (708 spett.)\| Arbitro: \| Lucky Kasalirwe \| |
| Arbitro:                                | Lucky Kasalirwe |               |         |                                                                |

| Arbitro: | Yannick Malala Kabanga |

|            |           |  |
| Semedo 84’ | Marcatori |  |

| Arbitro: | Lamin Jammeh |

|            |           |             |
| Ellafi 74’ | Marcatori | 90+3’ Fredy |

### 6ª giornata
| Arbitro: | Tawel Younoussa Camara |

|                                 |           |                                     |
| P. Mkhontfo 13’, 18’ Mabuza 75’ | Marcatori | 47’ Rose 50’ Aristide 90+1’ Vincent |

| Arbitro: | Mustapha Ghorbal |

|                 |           |                             |
| Gelson Dala 50’ | Marcatori | 45+2’, 63’ Rocha Livramento |

| Arbitro: | Abongile Tom |

|                                      |           |                 |
| Aboubakar 27’ (rig.), 61’ Mbeumo 53’ | Marcatori | 90+1’ El Maremi |

### 7ª giornata
| Luanda 4 settembre 2025, ore 17:00 UTC+1 | Angola | – referto | Libia | Stadio nazionale 11 novembre |

| Saint Pierre 4 settembre 2025 | Mauritius | – referto | Capo Verde | Côte d'Or National Sports Complex |

| Yaoundé 4 settembre 2025, ore 20:00 UTC+1 | Camerun | – referto | eSwatini | Stadio Ahmadou Ahidjo |

### 8ª giornata
| Bengasi 8 settembre 2025, ore 21:00 UTC+2 | Libia | – referto | eSwatini | Stadio 28 marzo |

| Praia 9 settembre 2025, ore 15:00 UTC+1 | Capo Verde | – referto | Camerun | Estádio Nacional de Cabo Verde |

| Luanda 9 settembre 2025, ore 20:00 UTC+1 | Angola | – referto | Mauritius | Stadio nazionale 11 novembre |

### 9ª giornata
| ottobre 2025 | Mauritius | – | Camerun |  |

| ottobre 2025 | Libia | – | Capo Verde |  |

| ottobre 2025 | eSwatini | – | Angola |  |

### 10ª giornata
| ottobre 2025 | Capo Verde | – | eSwatini |  |

| ottobre 2025 | Mauritius | – | Libia |  |

| ottobre 2025 | Camerun | – | Angola |  |